# ジョージ・ロンドン (バス・バリトン歌手)
ジョージ・ロンドン（George London, 1920年5月30日 - 1985年3月24日）は、カナダ出身でアメリカ合衆国を中心に活躍したバス・バリトン歌手。多彩なレパートリーを駆使して冷戦下のソビエト連邦を含む世界各地の劇場に出演したが、発声障害によりわずか47歳で歌手としてのキャリアを終えた。その後は後進の育成とオペラの演出を手掛けたが、こちらも病により道半ばで終止符を打った。歌手としてのキャリアこそ短かったものの、生涯に出演した公演には記念碑的なものが多く含まれている。
カナダ出身ではあるが、参考サイトなどで first American singer や  American vocal artists などという表現が使用されるなど、「アメリカの歌手」として扱われていることが多い。

## 生涯
ジョージ・ロンドン、本名ジョージ・バーンスタイン（George Burnstein）は1920年5月30日、自治領カナダ、モントリオールに生まれる。両親、父ルイスと母ベータともにロシア帝国からアメリカに移民として渡り、1911年にアメリカの市民権を得ていた。ジョージはユダヤ系の子どもが通う学校で初等教育を受けた。ベータはジョージを溺愛する一方、父ルイスは健康がすぐれず、これに追い打ちをかけるようにウォール街大暴落に端を発する世界恐慌により、家の財政は破滅した。ルイスは医師から「カナダにとどまった場合は健康が保証できない」と忠告を受け、一家は1935年にカナダを離れてロサンゼルスに移り住むこととなった。
ジョージはハリウッドの高校を経てロサンゼルス・シティー・カレッジに進み、1942年にロサンゼルスでヴェルディ『椿姫』の医師グレンヴィルでアマチュアとしてのデビューを、1946年にヴェルディ『リゴレット』の表題役にプロとしてのデビューをそれぞれ飾る。同じ1946年にはヒンデミットの新作レクイエム『戸口に咲き残りのライラックが咲いた頃』の世界初演にも参加。やがてコロムビア・アーティスト・マネジメントのマネージャーであるアーサー・ジャドソンに見いだされたジョージは、ソプラノ歌手フランシス・イーンド、テノール歌手マリオ・ランツァとともに「ベルカント・トリオ」を結成する。1949年、ジョージは初めてヨーロッパの舞台に立ち、アン・デア・ウィーン劇場でのウィーン国立歌劇場公演でカール・ベーム指揮によるヴェルディ『アイーダ』でアモナズロを歌った。この公演はセンセーションを巻き起こし、1950年のエディンバラ国際フェスティバルへの出演および1951年から再開されたバイロイト音楽祭への出演は、後に続くアメリカ出身歌手へヨーロッパの舞台への道を切り開いた。1951年にはメトロポリタン歌劇場（メト）にアモナズロでデビューを飾り、同じ年にはベートーヴェン『フィデリオ』のドン・ピサロでスカラ座デビューを果たした。
1952年10月、ジョージはディミトリ・ミトロプーロスが指揮するニューヨーク・フィルハーモニー交響楽団の公演においてムソルグスキー『ボリス・ゴドゥノフ』の表題役・ボリスを歌う。翌1953年にはロンドンでもボリスを歌って成功をおさめ、ボリスは生涯の当たり役の一つとなった。ジョージはボリスをメトでも歌ったほか、1961年には冷戦下のソビエト連邦にわたり、ボリショイ劇場にて歌った。アメリカの歌手がボリショイ劇場を含めたロシアの劇場でボリスを歌うのは史上初めてのことであった。パリ、ブエノスアイレスの劇場のほか、1964年9月には東京オリンピック開幕を控えた日本を訪れ、岩城宏之指揮NHK交響楽団と共演し、得意のボリスのほかモーツァルト、ヴェルディ、ボロディンの作品のアリアを歌った。しかし、ジョージのキャリアは突然終わることとなった。1961年ごろから声帯に障害ができつつあることを自覚しており、ジョージはだましだまし歌い続けることを試みていた。障害は、具体的には声帯につながる神経のうちの一つが萎縮していたというものであった。1968年、ジョージはワシントンD.C.のジョン・F・ケネディ・センター芸術監督に就任。これは同時に、歌手人生からの退場をも意味していた。ケネディ・センターでの職務を1971年まで務めたあと、国立オペラ研究所の監督を1971年から、ワシントン・ナショナル・オペラの芸術監督を1975年からそれぞれ務めて後進の指導やオペラ上演の監督を務めていた。ロサンゼルスとワシントンでオペラ上演を扱う興行会社の設立の話もあったが、1977年に心臓発作に見舞われた際に脳にも障害を負って話すことも書くことも不自由となり、1980年以降は一切の仕事から退いて自宅での介護生活を余儀なくされた。1981年、ケネディ・センターは慈善コンサートを開き、その収益をジョージの介護生活にかかる費用の足しとした。
1985年3月24日夜、ジョージ・ロンドンはニューヨーク州アーモンクで生涯を終えた。64歳没。その死は、アメリカのオペラ界の歴史における有望な音楽家の死と受け止められた。

## 芸術

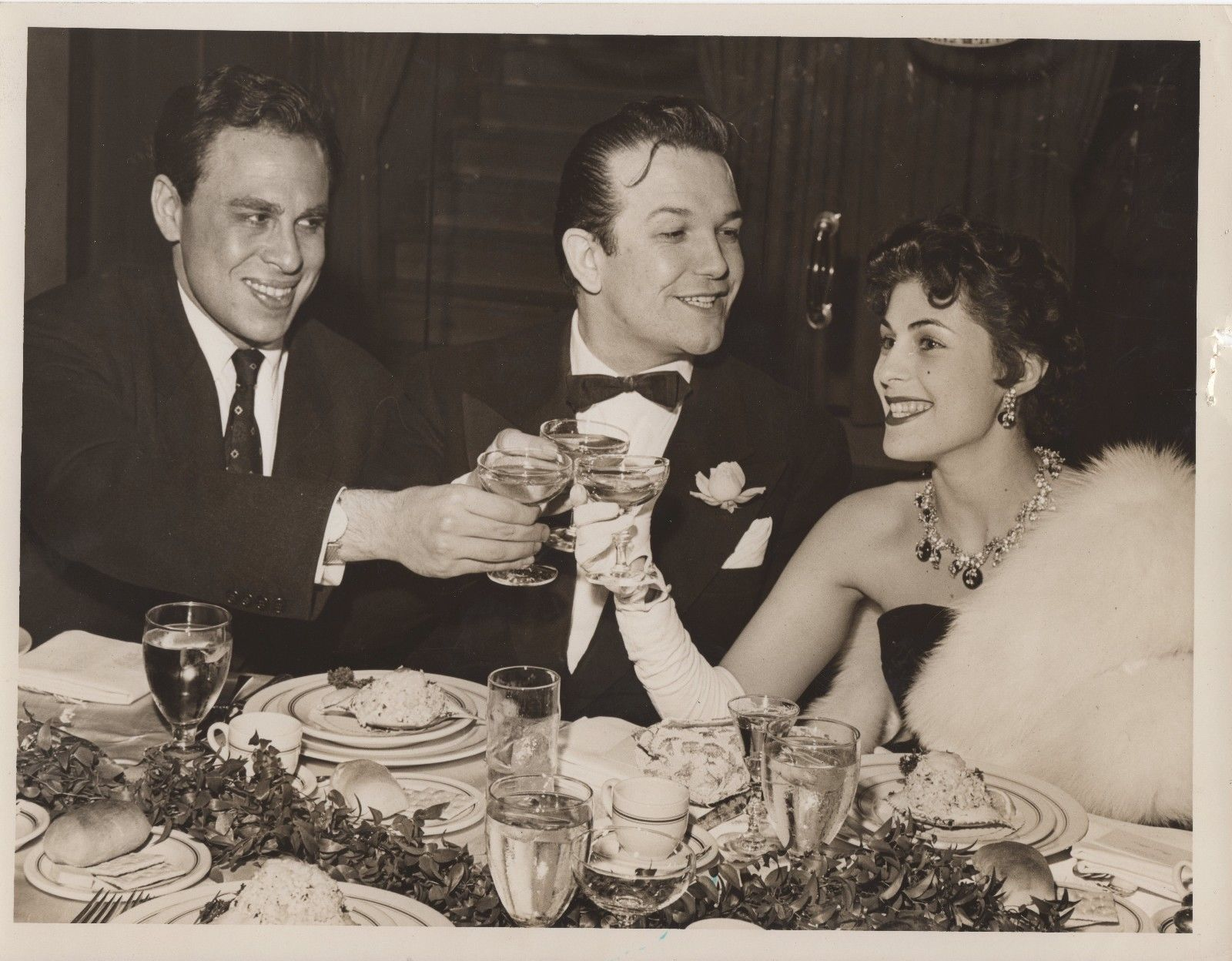
左からジョージ、フェルナンド・コレーナ、ロバータ・ピータース（1958年）

ジョージ・ロンドンのレパートリーは幅広く、ボリス、アモナズロのほかにモーツァルト『ドン・ジョヴァンニ』の表題役、ワーグナー『パルジファル』のアンフォルタス、『さまよえるオランダ人』のオランダ人、『タンホイザー』のヴォルフラム、ビゼー『カルメン』のエスカミーリョ、プッチーニ『トスカ』のスカルピア、チャイコフスキー『エフゲニー・オネーギン』の表題役およびオッフェンバック『ホフマン物語』のコッペリウス、ダペルトゥット船長、ミラクル博士およびリンドルフなどがレパートリーの中核をなしていた。もっとも、善玉も悪役もしっかり歌い分けができるために、時には便利屋的な使われ方をされることもあった。ジョージが所属していた当時のデッカには、テノールにマリオ・デル＝モナコ、ソプラノにレナータ・テバルディを擁していたが、バリトン部門はジョージやアルド・プロッティがいたもののEMIが擁していたティート・ゴッビのような存在感には欠けているとみられた。デッカは1959年にテバルディのトスカ、デル＝モナコのカヴァラドッシ、そしてジョージのスカルピアという顔ぶれで『トスカ』を録音したが、評論家の黒田恭一はテバルディ、デル＝モナコと顔合わせした時のジョージの歌声を「異質」と断じている。
歌手人生は短いものではあったが、その中には前述のボリショイ劇場におけるボリス公演のほかにも「記念碑的」な公演が多く含まれている。1950年4月6日と7日および9日、ニューヨーク・フィルはレオポルド・ストコフスキーの指揮でマーラーの交響曲第8番「千人の交響曲」の公演を行い、ジョージもソリストとして参加した。この公演はラジオ中継され、その音声をレコード化したものは、「千人の交響曲」の録音のうち最も古いものの一つに数えられている。また、リヒャルト・シュトラウス『アラベラ』は1955年にアメリカ初演されたが、ジョージはアメリカ初演の公演でマンドリーカを歌っている。ジョージはバイロイト音楽祭のほかにザルツブルク音楽祭にも出演歴があるが、モーツァルトの生地で開かれるフェスティヴァルで初めてモーツァルト作品の主役を歌ったアメリカ大陸出身の歌手としても記録されている。
ヨーロッパの舞台に初めて立った際、ウィーン国立歌劇場は第二次世界大戦末期の空襲で破壊されて再建途中であったが、1955年に再建がなって一連の記念公演が開かれた際にも呼ばれて、ドン・ジョヴァンニ、オネーギンおよびアモナズロを歌っている。

## 主なディスコグラフィ

### オペラ・スタジオ録音
- モーツァルト『フィガロの結婚』（アルマヴィーア伯爵）：エーリッヒ・クンツ、イルムガルト・ゼーフリート、エリーザベト・シュヴァルツコップ、セーナ・ユリナッチ、エリーザベト・ヘンゲン：ヘルベルト・フォン・カラヤン指揮ウィーン・フィルハーモニー管弦楽団：1950年：EMI Historical 336 779-2（CD）[13]
- リヒャルト・シュトラウス『アラベラ』（マンドリーカ）：リーザ・デラ・カーザ、ヒルデ・ギューデン、オットー・エーデルマン、イラ・マラニウク、アントン・デルモータ、ワルデマール・クメント：ゲオルク・ショルティ指揮：1957年ウィーン・フィル：Decca 475 7731（CD）[14]
- ワーグナー『ラインの黄金』（ヴォータン）：グスタフ・ナイトリンガー、キルステン・フラグスタート、セット・スヴァンホルム、パウル・クーン、クレア・ワトソン、クメント、エバーハルト・ヴェヒター：ショルティ指揮：1958年ウィーン・フィル：Decca 470 600-2（CD）[15]
- プッチーニ『トスカ』（スカルピア）：テバルディ、デル・モナコ、フェルナンド・コレーナ、シルヴィオ・マイオニカ、ピエロ・デ・パルマ：フランチェスコ・モリナーリ＝プラデッリ指揮：1959年ローマ聖チェチーリア音楽院管弦楽団：Decca 475 7731（CD）[16]
- ムソルグスキー『ボリス・ゴドゥノフ』（ボリス・ゴドゥノフ）：ウラディーミル・イヴァノフスキー、イリーナ・アルヒーポヴァ：アレクサンドル・メリク＝パシャーエフ指揮：1962 - 63年ボリショイ劇場：Sony SM3K 52571（CD）[17]

### オペラ・ライヴ録音
- ワーグナー『パルジファル』（アンフォルタス）：ヴォルフガング・ヴィントガッセン、アーノルド・ヴァン・ミル、ルートヴィヒ・ヴェーバー、ヘルマン・ウーデ、マルタ・メードル：ハンス・クナッパーツブッシュ指揮：1951年バイロイト音楽祭：Naxos Historical 8110221/4（CD）[18]
- ムソルグスキー『ボリス・ゴドゥノフ』（ボリス・ゴドゥノフ）：ブライアン・サリヴァン、ブランシェ・セボン、ノーマン・スコット、サルヴァトーレ・バッカローニ：フリッツ・シュティードリー指揮：1953年メト：Omega Opera Archive 250（CD）[19]
- ワーグナー『パルジファル』（アンフォルタス）：ヨーゼフ・グラインドル、ラモン・ヴィナイ、ウェーバー、ウーデ、メードル：クレメンス・クラウス指揮：1953年バイロイト音楽祭：Archipel ARPCD 0171（CD）[20]
- ワーグナー『タンホイザー』（ヴォルフラム）：ヴィナイ、マーガレット・ハーショウ、アストリッド・ヴァルナイ、ジェローム・ハインズ：ジョージ・セル指揮：1954年メト：Omega Opera Archive 1039 (& 614)（CD）[21]
- ヴェルディ『アイーダ』（アモナズロ）：レオニー・リザネク、ハンス・ホップ、ジーン・マデイラ、ゴッドローブ・フリック：ラファエル・クーベリック指揮：1955年ウィーン国立歌劇場（再建記念公演）：Walhall Eternity Series WLCD 0114（CD）[22]
- モーツァルト『ドン・ジョヴァンニ』（ドン・ジョヴァンニ）：デラ・カーザ、デルモータ、ユリナッチ、クンツ：ベーム指揮：1955年ウィーン国立歌劇場（再建記念公演）：RCA Wiener Staatsoper Live 74321 57737-2（CD）[23]
- チャイコフスキー『エフゲニー・オネーギン』（オネーギン）：デルモータ、リザネク、ミラ・カリン：ベリスラフ・クロブチャール指揮：1955年ウィーン国立歌劇場（再建記念公演）：Andromeda ANDRCD 9002（CD）[24]
- リヒャルト・シュトラウス『アラベラ』（マンドリーカ）：エレノア・スティーバー、ギューデン、ラルフ・ハーバート、セボン、ロバータ・ピータース：ルドルフ・ケンペ指揮：1955年メト：Andromeda ANDRCD 5013（CD）[25]
- ワーグナー『さまよえるオランダ人』（オランダ人）：ヴァルナイ、ヴァン・ミル、ヨーゼフ・トラクセル：ヨーゼフ・カイルベルト指揮：1956年バイロイト音楽祭：Walhall Eternity Series WLCD 190（CD）[26]
- ワーグナー『パルジファル』（アンフォルタス）：ナイトリンガー、マルッティ・タルヴェラ、ハンス・ホッター、ジェス・トーマス、アイリーン・ダリス、グンドゥラ・ヤノヴィッツ、アニャ・シリヤ：クナッパーツブッシュ指揮：1962年バイロイト音楽祭：Philips 475 7785（CD）[27]

### オペラ以外
- マーラー 交響曲第8番：イーンド、ウタ・グラーフ、カミラ・ウィリアムズ、マーサ・リプトン、ユージン・コンリー、カルロス・アレクサンダー、スコラ・カントゥルム（合唱）、ウェストミンスター合唱団：ストコフスキー指揮ニューヨーク・フィル：1950年4月カーネギー・ホール：Music and Arts CD 280（CD）[10][11]
- モーツァルト・アリア集：ブルーノ・ワルター指揮コロンビア交響楽団：1953年5月7日および8日：SOCF135（LP）[28]
- モーツァルト『フィガロの結婚』「もう飛ぶまいぞこの蝶々」、グノー『ファウスト』「メフィストのセレナード」、ボロディン『イーゴリ公』 "No sleep, no rest" 、ヴェルディ『アイーダ』第3幕からアイーダとアモナズロの二重唱：ビルギット・ニルソン：ストコフスキー指揮フィラデルフィア管弦楽団：1962年1月20日アカデミー・オブ・ミュージック：Bella Voce BLV107.235（CD）[29]
- ヴェルディ『レクイエム』：ルシーン・アマーラ、モーリン・フォレスター、リチャード・タッカー、ウェストミンスター合唱団：ユージン・オーマンディ指揮フィラデルフィア管弦楽団：1964年5月14日および15日：マンハッタン・センター：SICC-2139/2140 (CD)
- 『ジョージ・ロンドン・オン・ブロードウェイ』(ミュージカル・ナンバー集)：ロバート・ショウ指揮ショウ管弦楽団および合唱団：1956-57年：Oh! What A Beautifu Mornin' / The Surrey With The Fringe On Top / This Nearly Was Mine / If I Loved You / Soliloquy / They Call The Wind Maria / There But For You Go I / On The Street Where You Live / September Song / All The Things You Are / Ol' Man River：LONDON-5390 (LP)

### サイト
- “Opera Singer George London Dies” (英語). Los Angeles Times.   Los Angeles Times / Burt A. Folkart. 2013年7月8日閲覧。
- “London, George” (英語). cantabile - subito.   Andrea Suhm-Binder. 2013年7月8日閲覧。
- “George London” (英語). George London Foundation For Singers, Inc..   George London Foundation For Singers, Inc.. 2013年7月8日閲覧。

### 印刷物
- NHK交響楽団 編『NHK交響楽団四十年史』NHK交響楽団、1967年。
- 黒田恭一「マリオ・デル・モナコ まさに"オテロ"の代名詞 激しくドラマティックな歌唱 圧倒的な存在感」『クラシック 不滅の巨匠たち』音楽之友社、1993年、204-207頁。
- 宇野功芳『名指揮者ワルターの名盤駄盤』講談社＋α文庫、1995年。ISBN 4-06-256085-2。
- Hunt, John (1996). Leopold Stokowski. John Hunt. ISBN 0-9525827-5-9
- NHK交響楽団（編）「NHK交響楽団全演奏会記録2 戦後編・1（1945~1973）」『Philharmony』第73巻第2号、NHK交響楽団、2001年。
- 平林直哉『クラシック名曲 初演・初録音事典』大和書房、2008年。ISBN 978-4-479-39171-5。
- Nora London "George London: Of Gods and Demons" - Google ブックス